# Radosław Majewski
Radosław Majewski (* 15. Dezember 1986 in Pruszków) ist ein polnischer Fußballspieler, der aktuell bei dem polnischen Amateurverein Wieczysta Krakau unter Vertrag steht.

## Vereinskarriere

### Vereinskarriere in Polen
Majewski begann seine Karriere in seiner Heimatstadt bei Znicz Pruszków. Hier debütierte er in der 2. Liga und avancierte schnell zum Stammspieler und spielte unter anderem an der Seite des damals noch jungen und unbekannten Robert Lewandowski. 2006 wurde er vom Erstligaklub Groclin Grodzisk verpflichtet. Mit Groclin gewann er den polnischen Pokal und zweimal den Ligapokal. In der Saison 2007/2008 spielte er mit Groclin auch im UEFA Cup, schied aber nach erfolgreicher Qualifikation (MKT Araz İmişli und Tobyl Qostanai besiegt) in der 1. Hauptrunde gegen den FK Roter Stern Belgrad aus. 2007 debütierte er auch in der polnischen Fußballnationalmannschaft. Seit der Fusion von Groclin Grodzisk und Polonia Warschau spielt Majweski dann für Polonia Warschau. Mit denen er ebenfalls in der Qualifikation zur UEFA Europa League spielte.

### Vereinskarriere in England
Zur Saison 2009/10 wechselte Majewski für 130.000 Pfund auf Leihbasis zum englischen Klub Nottingham Forest. Er konnte sich im Laufe der Saison als Stammspieler beim englischen Zweitligisten profilieren und verpasste nach einem dritten Tabellenplatz den Aufstieg in die Premier League nur knapp durch eine Play-off-Niederlage gegen den FC Blackpool. Im August 2009 erzielte er im East-Midlands-Duell gegen Derby County eines der schönsten Saisontore und wurde damit zu einem Publikumsliebling. Majewski (35 Spiele/3 Tore) konnte seinen Trainer Billy Davies von seinen Fähigkeiten überzeugen und wechselte am Saisonende für circa eine Million Pfund nach Nottingham. In der Football League Championship 2010/11 erreichte er mit seinem Team erneut das Play-off-Halbfinale, scheiterte jedoch wie im Vorjahr vorzeitig. In den darauffolgenden Saisons, gehörte Radosław Majewski immer zur Stammelf. Das änderte sich erst gegen Ende der Saison 2013/14. Zur Saison 2014/15 wurde er an den Ligakonkurrenten Huddersfield Town ausgeliehen. Hier war er lediglich Ergänzungsspieler und kam auf nur 8 Ligaspiele.
Am 31. März 2012 erzielte er beim 3:0-Auswärtserfolg über Crystal Palace alle drei Treffer.

### Vereinskarriere in Griechenland
Zur Saison 2015/16 unterschrieb Majewski einen 2-Jahres-Vertrag mit dem griechischen Klub Veria FC.

### Rückkehr nach Polen
Zur Saison 2016/17 kehrte er in seine polnische Heimat zu Lech Posen zurück. 2018 spielte er für Pogoń Szczecin, in der Folgesaison in Australien. Danach lief er in der 4. polnischen Liga auf.

## Nationalmannschaft
Radosław Majewski bestritt bislang neun Länderspiele in der polnischen Nationalmannschaft.

## Erfolge
- Polnischer Pokal: 2007
- Polnischer Ligapokal: 2007, 2008